# اختبار ويبر

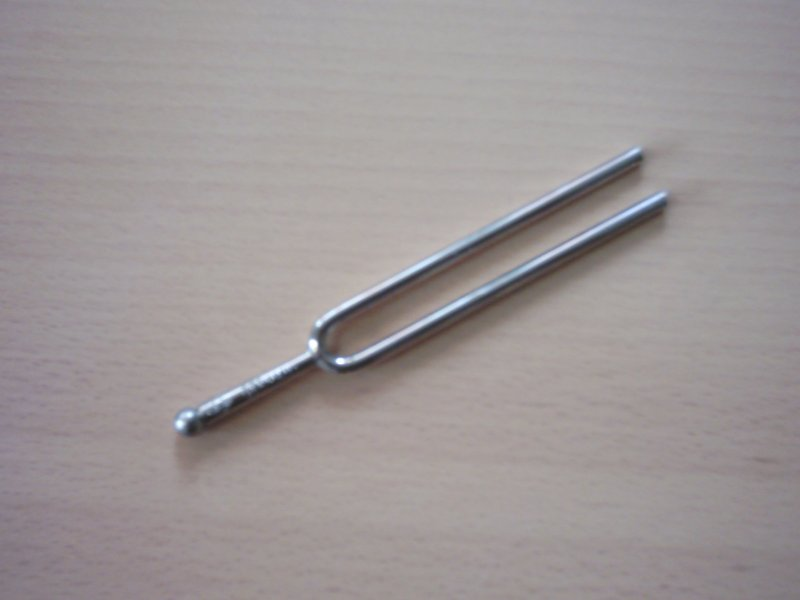
استخدام شوكة رنانة في اختبار ويبر.

اختبار ويبر (بالإنجليزية: Weber test)‏ سمي هذا الاختبار نسبة لإرنست هينريخ فيبر هو اختبار يتم استخدامه بشكل أساسي لتشخيص المرضى الذين يعانون من فقدان السمع أحادي الجانب للتمييز بين فقدان السمع التوصيلي والحسي العصبي. حيث أنه اختبار سريع وبسيط لتقييم فقدان السمع لدى المريض. في الغالب تكون الأذن الخارجية والوسطى مسؤولة عن فقدان السمع التوصيلي أما الأذن الداخلية فتكون مسؤولة عن فقدان السمع الحسي العصبي لذا يتم في الغالب دمج هذا الاختبار مع اختبار رينييه (Rinne) لكشف موقع وطبيعة فقدان السمع الحسي العصبي بتحديد القوقعة الذات السمع الأفضل وبناءًا عليه يتم تحديد القوقعة ذات السمع الأسوء.
في حالة فقدان السمع التوصيلي، يجب أن ينحرف الصوت إلى الجانب المصاب؛ ومع ذلك، في المرضى الذين يعانون من فقدان السمع الحسي العصبي، ينحرف الصوت الى الجانب المقابل. أظهرت الدراسات السريرية والحيوانية أن القوقعة يتم تحفيزها عن طريق التوصيل العظمي بشكل رئيسي من خلال إما اهتزاز عظيمات الأذن الوسطى أو اهتزازات الجمجمة نفسها ففي المرضى الذين يعانون من فقدان السمع الحسي العصبي من جانب واحد، تؤدي اختلافات الطور وكثافة القوقعة إلى استشعار الاهتزازات بصوت أعلى في الأذن الطبيعية المقابلة، مما يتسبب في تجانب الصوت. أما في الحالة الطبيعية فالمريض يسمع الاهتزاز في الجانبين بشكل متساوٍ.

## مبدأ الاختبار
في حالة السمع الطبيعي، سوف يسمع المريض بالتساوي على جانبي الأذن. يعد اختبار ويبر بمثابة اختبار لانحراف الصوت وهو مفيد للغاية للأشخاص الذين يعانون من فقدان السمع غير المتماثل.
الأذن الداخلية أكثر حساسية للصوت بالطريق الهوائي من التوصيل العظمي (وبعبارة أخرى، توصيل الهواء أفضل من التوصيل العظمي). ففي حالة وجود ضعف السمع التوصيلي الأحادي البحت، هناك تحسن نسبي في القدرة على سماع الصوت التوصيلي العظمي. ويمكن تفسير ذلك بما يلي:
1. تأثير التقنيع: الصوت الذي يتم سماعه عبر الأذن المصابة به ضوضاء بيئية أقل تصل إلى القوقعة عبر توصيل الهواء (على سبيل المثال، يتم حجب الضوضاء البيئية) مقارنة بالأذن غير المتضررة، التي تستقبل الأصوات من كل من التوصيل العظمي وتوصيل الهواء. ولذلك فإن الأذن المصابة تكون أكثر حساسية للصوت الذي ينقله العظم.[4]
2. تأثير الانسداد: ينتقل معظم الصوت الذي ينتقل عبر التوصيل العظمي إلى القوقعة. ومع ذلك، فإن بعض الأصوات ذات التردد المنخفض تتبدد خارج القناة. إن فقدان السمع التوصيلي (بمعنى آخر، عند وجود انسداد) سيمنع التبديد الخارجي لهذه الترددات ويؤدي إلى زيادة تحفيز القوقعة وارتفاع الصوت في الأذن المصابة.[5]

وبناءًا عليه، في حالة فقدان السمع الحسي العصبي، سيتم إدراك الصوت بصوت أعلى في الأذن غير المصابة، والتي تتمتع بقوقعة أفضل.

## أدوات الاختبار
يحتاج الاختبار لشوكة رنانة فقط والشوكة الرنانة المثالية المفضلة لهذا الاختبار هي تلك التي تتمتع بفترة طويلة من اضمحلال النغمة؛ وهي تلك النغمة التي تبقى لفترة طويلة بعد ضرب الشوكة ولا يمكن اكتشافها عن طريق الإحساس باهتزاز العظام، وبالتالي تمنع سوء تفسير الاهتزاز على أنه صوت.
هناك نوعين من الشوكات مختلفيّ التردد يمكن استخدامه:
1. الشوكة الرنانة 512 هيرتز: وهذا التردد هو المفضل سريريًا والمتعارف عليه فعند هذا التردد يمكن الحصول على أفضل توازن ما بين اضمحلال النغمة والاهتزاز المحسوس في حين أن شوكة 256 هيرتز توفر اهتزازًا محسوسا أكبر أي يتم الشعور باهتزازها بشكل أفضل
2. شوكة رنانة 256 هيرتز: تستخدم هذه الشوكة بالاضافة للشوكة الرنانة 128 هيرتز بشكل كبير في اختبارات الأعصاب نظرًا لخاصية الاهتزاز المحسوس الكبير فيهما.

أشارت بعض الدراسات إلى أن الشوكة الرنانة 256 افضل من ناحة الموثوقية من الشوكات الرنانة 512 هيرتز 

## التحضير
التحضير الجيد للاختبار بأن يكون المريض في غرفة هادئة وينبغي على الفاحص الحصول على الموافقة اللفظية قبل إجراء الاختبار كما وينبغي على الفاحص شرح خطوات الاختبار لفظيًا للمريض لتجنب عدم فهم / سوء فهم الاختبار.

## آلية الاختبار
1. ضرب الشوكة الرنانة
  1. أمسك الشوكة الرنانة من ساقها بين الإبهام والإصبع الأول.
  2. اضرب اسنان الشوكة بمقدار ثلث الطريق من الطرف الحرعلى جسم ثابت ومرن (على سبيل المثال، ركبة الطبيب أو كوعه). سيؤدي هذا إلى إنتاج نغمة نقية نسبيًا
  3. تجنب ضرب الشوكة على سطح صلب لأن ذلك سيؤدي لإتلاف الشوكة الرنانة ويتسبب بنغمات متعددة
2. إجراء اختبار ويبر
  1. ضع الشوكة الرنانة (وهي بحالة الرنين) على أي نقطة على الخط الناصف في الرأس مثل ذروة الرأس ومنتصف الجبهة أو جسر الأنف أو الذقن حيث تكون الشوكة على مسافة واحدة من الأذنين خذ في الاعتبار أن هذه الاهتزازات ستنفذ من خلال الجمجمة الى القوقعة.
  2. اسأل المريض عما إذا كان يُسمع بصوت أعلى في أحد الجانبين أو كان يسمع بشكل متساوٍ بالأذنين (على سبيل المثال، "هل الصوت أعلى في أذنك اليمنى، أو الأذن اليسرى، أو أم تسمعه بشكل متساوٍ ؟") [8]

## نتائج الاختبار

#### السمع طبيعي
1. اختبار ويبر: لا يُظهر أي انحراف كما أن المريض يسمع الاهتزازات في كلتا أذنيه بشكل متساوٍ.
2. اختبار رينيه : طبيعي / إيجابي في كلتا الأذنين أي ان الطريق الهوائي أفضل من الطريق العظمي.

#### فقد السمع الحسي العصبي أحادي الجانب
1. اختبار ويبر: ينحرف الصوت للأذن السليمة أي أن المريض يسمع الصوت بشكل أعلى في الأذن السليمة. [9]
2. اختبار رينيه: ايجابي / طبيعي في كلتا الأذنين أي أن الطريق الهوائي أفضل من الطريق العظمي.

#### فقد السمع التوصيلي أحادي الجانب
1. اختبار ويبر: فيه بنحرف الصوت نحو الأذن الأسوء سمعًا أي يسمع المريض الصوت بشكل أعلى في الأذن المصابة.
2. اختبار رينيه: غير طبيعي / سلبي في الأذن المصابة ، طبيعي / إيجابي في الأذن السليمة.[10]

#### فقد السمع التوصيلي ثنائي الجانب
1. اختبار ويبر: لا يُظهر أي انحراف كما أن المريض يسمع الاهتزازات في كلتا أذنيه بشكل متساوٍ.
2. اختبار رينيه: غير طبيعي / سلبي في الأذن المصابة

## الفوائد السريرية
1. في عيادات الرعاية الأولية سيرشد هذا الاختبار الأطباء للتفريق ما بين نقص السمع التوصيلي ونقص السمع الحسي العصبي وبالتالي تمكين الأطباء من اجراء اختبارات أدق لتشخيص وعلاج الحالة.
2. في إجراءات ما قبل العمليات: تستخدم كإجراء لتحديد إذا ما كانت هناك أذن ميتة (فقد سمع حسي عصبي كلي)
3. يمكن استخدام هذه الاختبارات لتأكيد نتائج قياس السمع، خاصة عندما لا يتوافق مخطط السمع مع النتائج السريرية.
4. في نقص السمع التوصيلي ثنائي الجانب يسمع هذا الاختبار بتحديد أي من الأذنين يبدأ جراح الأذن والأنف والحنجره عمله أولاً، فعادةً يتم إجراء العمل الجراحي على تلك الأذن المصابة بشكل أكبر [11][12][10]